# Microgecko depressus
Microgecko depressus is een hagedis die behoort tot de gekko's en de familie Gekkonidae.

## Naam en indeling
De wetenschappelijke naam van de soort werd voor het eerst voorgesteld door Sherman Anthony Minton en Jeromie A. Anderson in 1965. Oorspronkelijk werd de naam Tropiocolotes depressus gebruikt. De soort behoorde lange tijd tot het geslacht Asiocolotes, dat niet meer wordt erkend. De soortaanduiding depressus betekent vrij vertaald 'afgeplat'.

## Verspreiding en habitat
Microgecko depressus leeft delen van Azië en komt endemisch voor in Pakistan. De habitat bestaat uit droge tropische en subtropische scrublands en hete woestijnen. De soort is aangetroffen op een hoogte van ongeveer 1200 tot 2000 meter boven zeeniveau.

## Beschermingsstatus
Door de internationale natuurbeschermingsorganisatie IUCN is de beschermingsstatus 'veilig' toegewezen (Least Concern of LC).